# Café Griensteidl

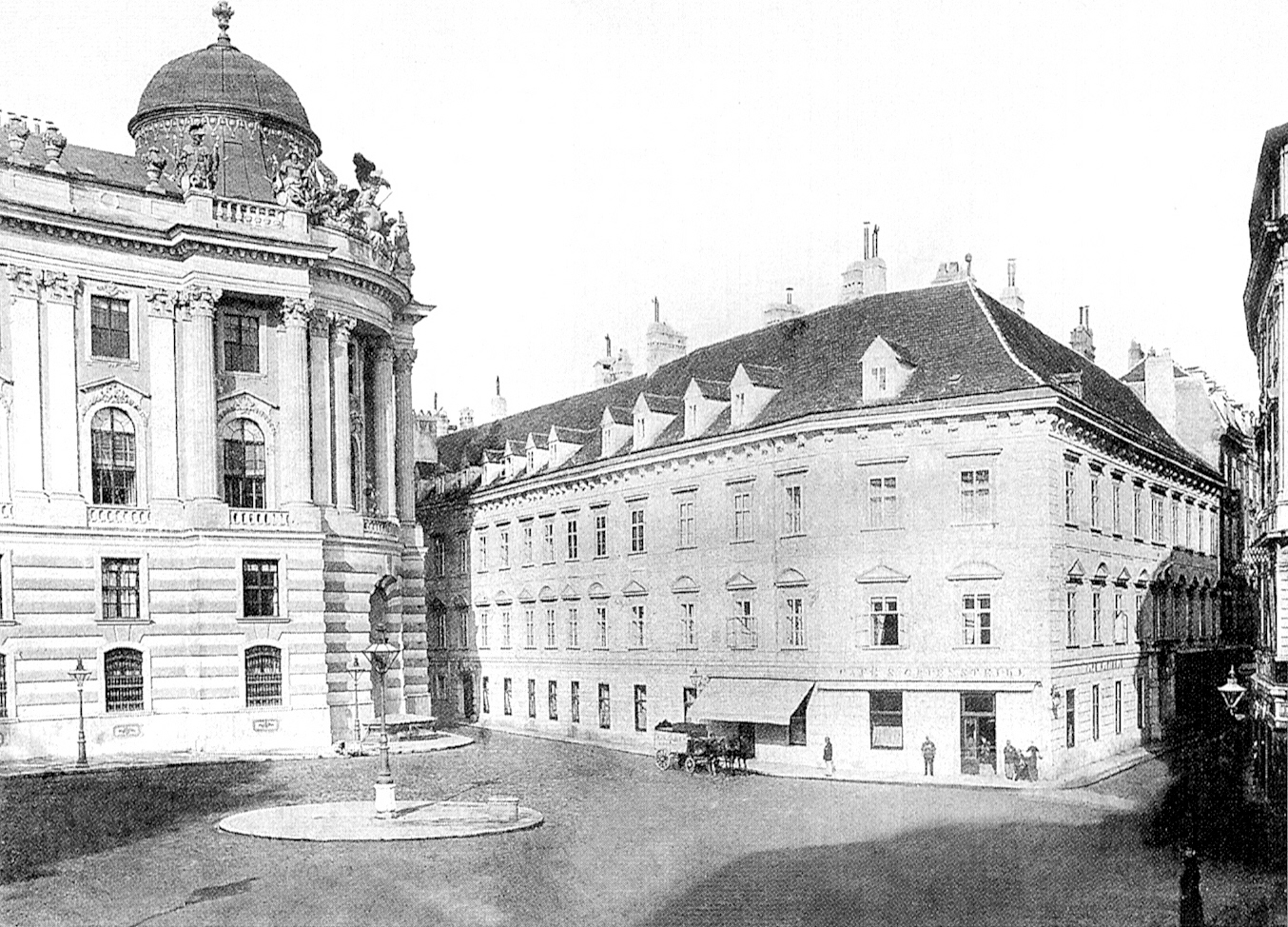
Café Griensteidl před rokem 1897

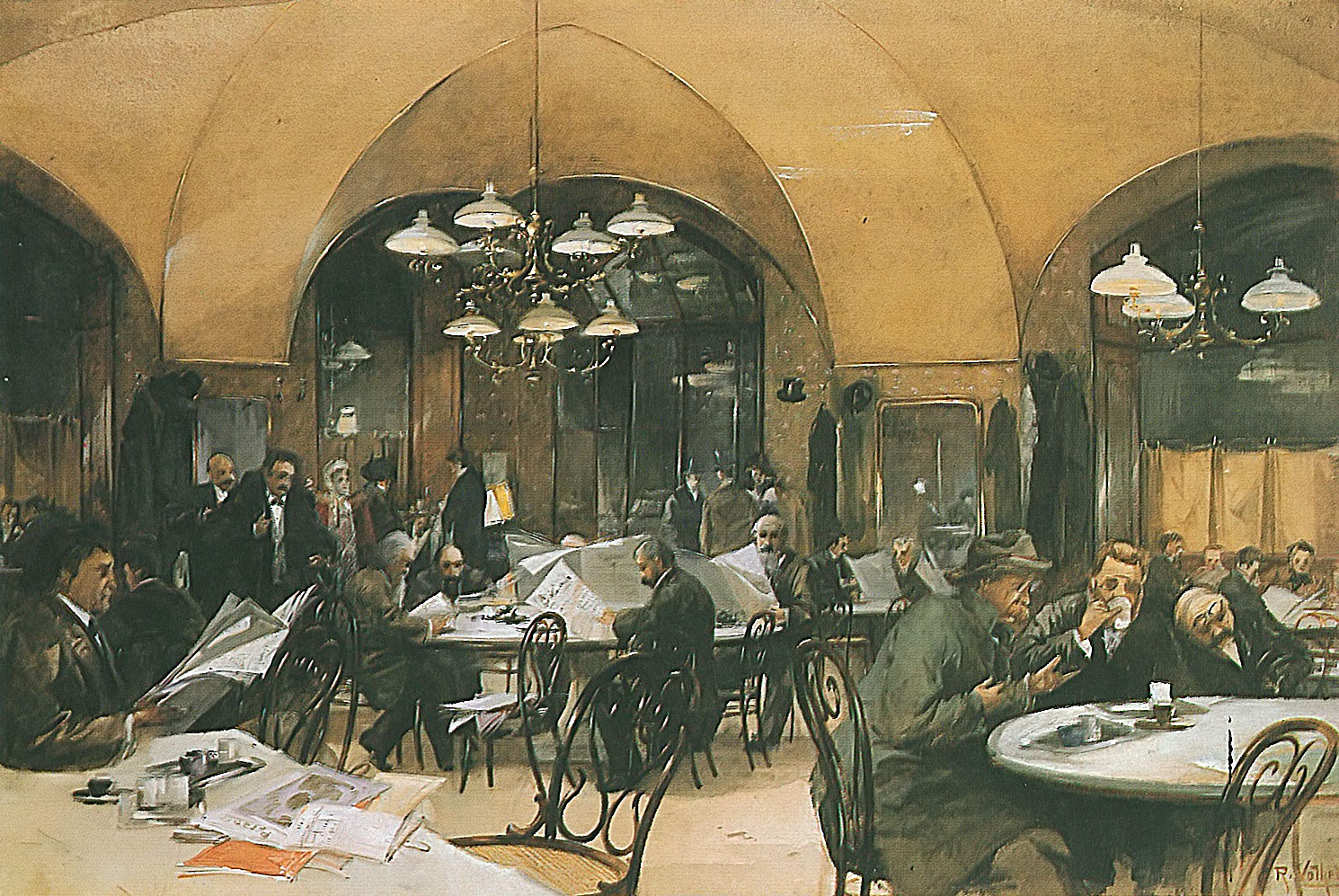
Reinhold Völkel (1873–1938): Café Griensteidl (1896)

Kavárna Griensteidl či Griensteidlova kavárna (německy Café Griensteidl, známá také jako „Café Größenwahn“) byla slavná vídeňská kavárna, kde se na konci 19. století scházeli vídeňští umělci. Kavárna se nacházela na Michaelerplatz v budově někdejšího Ditrichštejnsko-Herbersteinova paláce v okrese Vnitřní Město, naproti starému Burgtheateru a Hofburgu.

## Stará Griensteidlova kavárna 1847–1897
Kavárnu Griensteidl si roku 1847 otevřel někdejší lékárník Heinrich Griensteidl. Brzy se stala místem setkání vídeňských literátů a intelektuálů. V roce 1848, kdy se kavrána stala místem setkávání politiků, byl der Griensteidl přejmenován na National-Café. Později zde sedávaly osobnosti vídeňského uměleckého života od Franze Grillparzera po Georga Schönerera.
Kavárna se stala také zázemím dělnického hnutí a jeho vůdců, mj. Victora Adlera a Friedricha Austerlitze.
Obzvláště slavné bylo období od poloviny 80. let 19. století, kdy se kavárna stala místem pravidelnýmch setkávání autorů spolku Mladá Vídeň (Jung-Wien), ale také místem setkání konkurenční skupiny konzervativních umělců Iduna. Mezi spisovatele, kteří se zde setkávali, byli např. Hermann Bahr, Hugo von Hofmannsthal, Arthur Schnitzler, mladý Rudolf Steiner, či Karl Kraus. Spisovatel Stefan Zweig kavárnu ve svých pamětech Die Welt von Gestern (Včerejší svět) označil za "hlavní štáb mladé literatury" (Hauptquartier der jungen Literatur).

### Návštěvníci starého Café Griensteidl
- Peter Altenberg
- Hermann Bahr
- Felix Dörmann
- Hugo von Hofmannsthal
- Karl Kraus
- Fritz Kreisler
- Felix Salten
- Arthur Schnitzler
- Arnold Schönberg
- Rudolf Steiner
- Hugo Wolf
- Stefan Zweig